# Dinamični mikrofon
Dinamični mikrofon, tudi elektrodinamični mikrofon je najbolj razširjena vrsta mikrofona.

## Delovanje
Bistvena dela tega mikrofona sta opna, narejena iz posebne aluminijeve zlitine in magnet z ustrezno zračno režo. Pri cenejših mikrofonih je opna lahko tudi iz papirja.
Dinamični mikrofoni delujejo na enak princip kot zvočniki, le da ravno obratno.
Membrana mikrofona je pritrjena na majhno premično tuljavo. Zvočni valovi premaknejo opno, ta pa premakne tuljavo. Ker je ta v magnetnem polju, se v tuljavi ustvari spreminjajoči tok zaradi indukcije.